# Piławki
Piławki (niem. Pillauken) – osada śródleśna w Polsce położona w województwie warmińsko-mazurskim, w powiecie ostródzkim, w gminie Miłomłyn przy drodze krajowej nr  nad jeziorem Drwęckim. W latach 1975–1998 miejscowość administracyjnie należała do województwa olsztyńskiego.
Osada śródleśna na północnym krańcu Jeziora Drwęckiego, dobrze rozwiniętą bazą noclegowa. Do wsi prowadzi turystyczny szlak pieszy z Ostródy. W miejscowości istniały przystanki autobusowy i kolejowy Piławki (linia 257 Ostróda – Miłomłyn), ośrodek zdrowia, dom wycieczkowy Polskiego Towarzystwa Turystyczno-Krajoznawczego, kąpielisko nad jeziorem Drwęckim, informacja turystyczna, sezonowe kąpielisko, wypożyczalnia sprzętu wodnego, stanica wodna, kilka ośrodków wypoczynkowych i kemping. Obecnie działa pole namiotowe oraz zajazd i przystań żeglarska pod nazwą "Zajazd Przystanek Piławki".

## Nazwa
W miejscu obecnych Piławek znajdował się prawdopodobnie staropruski gród, wskazuje na to nazwa osady (pilla - gród). Być może nazwa dotyczyła jedynie obronnego miejsca otoczonego lasem, bagnami i jeziorami, gdzie chroniły się rodziny, z których mężczyźni ruszali walczyć z wrogiem. 

## Historia
Wieś wzmiankowana w dokumentach pochodzących z roku 1335, 1341. W wieku XVI we wsi znajdowały się młyn i tartak. W 1599 roku po śmierci młynarza Marcina Pluskwy młyn odziedziczył młodszy syn Adam. Nowemu właścicielowi starosta przyznał prawo do cięcia drzewa. W tym samym 1599 roku istniał tu również tartak, przerabiający drewno z okolicznych lasów na maszty do statków. Szczególnie cenionym surowcem były pnie sosny taborskiej, z których budowano maszty statków. Sosnę taborską, potaż i produkty leśne eksportowano do zachodniej Europy. W 1628 roku młyn został spalony w czasie działań wojennych. W XVII wieku we wsi funkcjonowały cztery piece smolarskie. Zapiski pochodzące z 1767 roku mówią o istnieniu terpentyniarni obsługiwanej przez czterech budników. W 1776 roku w dwóch domach we wsi mieszkało 45 osób. Dwie rodziny trudniły się rybactwem. W 1782 roku leśniczy o nazwisku Danielewski wziął w dzierżawę tutejszą karczmę. W 1820 roku we wsi mieszkało 15 osób, w tym 9 osób z rodziny rybaka.